# فرضیه آناتولیایی

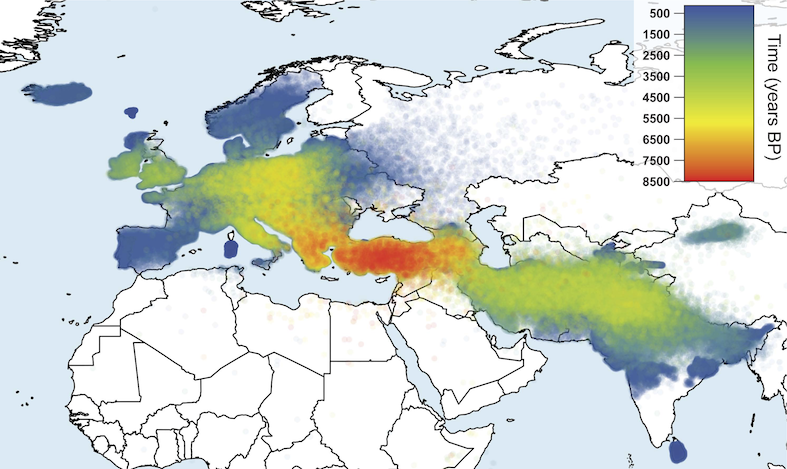
روند گسترش به سوی دیگر جایگاه‌های آریاییان بر پایهٔ فرضیهٔ آناتولی به ترتیب تاریخی

روند گسترش آرام و آشتی‌جویانهٔ نیاآریاییان (هندواروپاییان) به اروپا در ۷٬۰۰۰ سال پ.م با پیشرفت کشاورزی

فرضیهٔ آناتولیایی (به انگلیسی: Anatolian hypothesis) فرضیه‌ای است که طی آن آناتولی دوران نوسنگی (Neolithic Anatolia) را به عنوان خاستگاه نیاهندواروپاییان (ایرانیان و نیز آریاییان هند و آناتولی و اروپا) مطرح می‌کند. این فرضیه نخستین بار از سوی کالین رنفریو (Colin Renfrew) در ۱۹۸۷ میلادی پیش کشیده شد. به تازگی وی بازنگری‌هایی در نظریهٔ خود نموده و مناطق غربی ایران را بیش‌تر در فرضیهٔ خود در نظر می‌گیرد. تصویری که رنفرو از هندواروپائیان ارائه می‌دهد، کاملاً با توصیف گیمبوتاس که فرضیهٔ کورگان را پیشنهاد کرده بود، متفاوت است. او آن‌ها را جنگجویانی شبه‌بیابانگرد نمی‌داند، بلکه قومی صلح‌طلب و کشاورزانی یکجانشین معرفی می‌کند که در آناتولی ساکن بودند. 
این فرضیه با روند گسترش کشاورزی از دید باستان‌شناختی هم تطابق دارد. بر پایهٔ این فرضیه گویشوران زبان نیا-هندوآناتولیایی طی انقلاب نوسنگی در هزاره‌های نهم تا ششم پیش از میلاد از آناتولی و از طریق گسترش تدریجی شیوه‌های کشاورزی پراکنده شدند. رنفرو بیان می‌کند که گسترش زبان‌های هندواروپایی به هند در ادامهٔ تکامل تدریجی و پیشروی مردمان هندواروپایی است، که ساکن استپ‌های روسیه بوده اند.

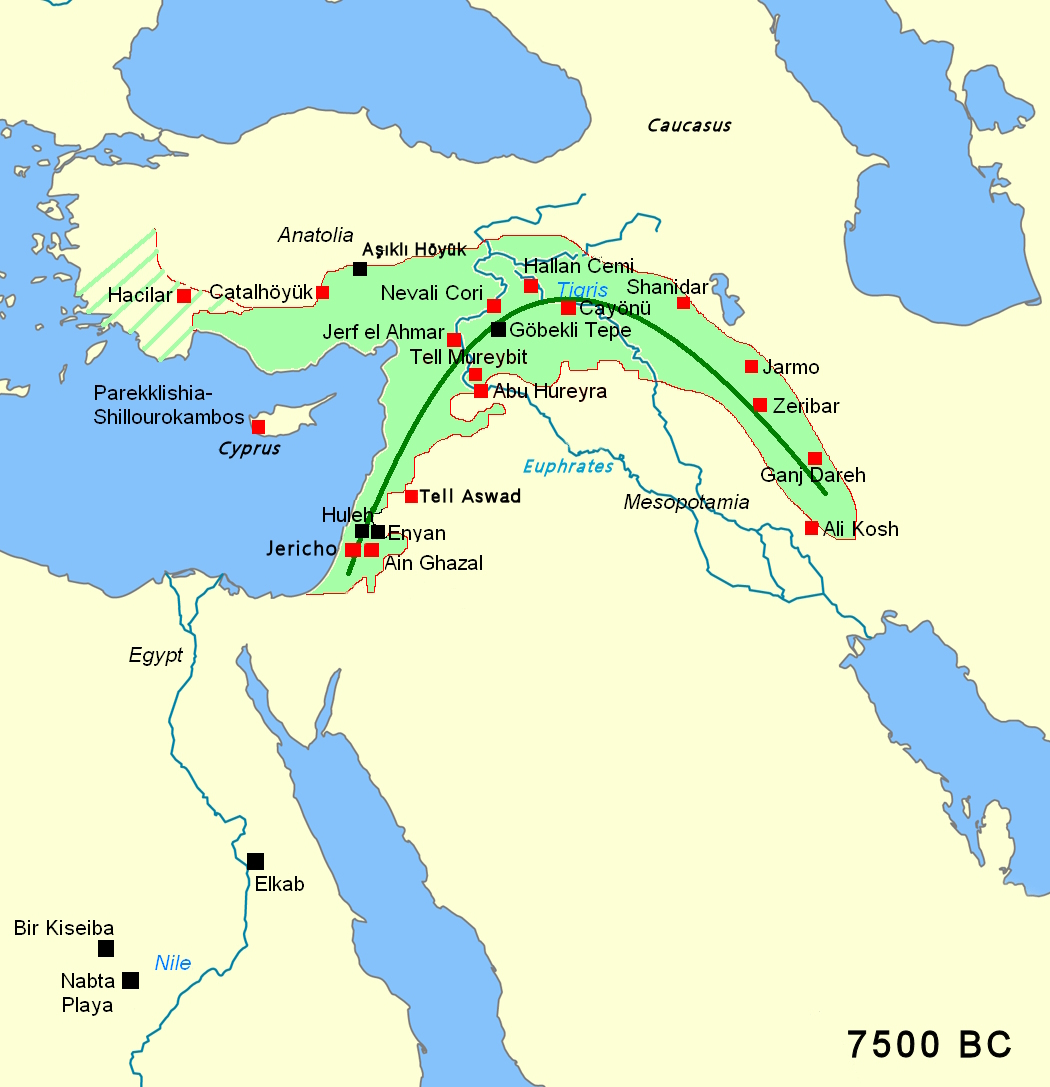
هلال حاصلخیز، زادگاه زبان‌های هندواروپایی (نیاآریایی) در ۷٬۵۰۰ سال پ.م

رنفرو در مواجهه با نقدهایی که با نظریه‌اش انجام گرفته بود، تغییراتی را در پیش‌فرض‌های خود به وجود آورد. او در پژوهش‌های جدیدترش، کهن‌ترین اقوام هندواروپایی را با منطقهٔ بالکان-دانوب و ناحیهٔ شمالی پونتیک مرتبط می‌داند و در واقع بخش‌های شرقی‌تر آناتولی را نیز در نظریه‌اش جای می‌دهد.

نقشهٔ تقریبی گسترش کشاورزی در جهان و الگوی مهاجرت هندواروپایی‌ها بر پایهٔ فرضیهٔ آناتولیایی

اگر فرضیهٔ آناتولیایی مورد قبول باشد، آنگاه زبان هیتیایی (زبان مردم امپراطوری هیتی) را می‌توان یکی از نخستین زبان‌های منشعب شده از زبان‌های هندواروپایی دانست.
در سال ۲۰۰۳ میلادی بر روی ۸۷ زبان و ۲٬۴۴۹ آیتم واژگانی واکاوی‌ای انجام شد تا تاریخ انشقاق زبان نخستین مشخص شود. نتیجهٔ زمانی پیرامون ۷٬۸۰۰ تا ۹٬۸۰۰ سال پیش را مشخص کرد از نظر زمانی با فرضیهٔ آناتولیایی مطابقت دارد.